# Joan Baptista Pla
Joan Baptista Pla i Agustí (né en 1720 à Balaguer en Catalogne et mort en 1773 à Louisbourg près de Stuttgart) est un compositeur et hautboïste classique espagnol,.

## Biographie
Joan Baptista, issue d'une famille catalane de musiciens, est musicien de chambre avec son frère José Pla (1728-1762). Après 1751, ils se sont rendus dans la plupart des capitales européennes, notamment à Padoue, Bruxelles, Madrid, Paris, Londres et à Stuttgart où il est appelé Johan Platz. Après la mort de José en 1762, Joan Baptista s'installe à Lisbonne en tant que joueur de hautbois, basson et douçaine.
Des centaines de manuscrits, copies et quelques gravures anciennes des frères Pla ont survécu au temps, parmi lesquels se trouvent une trentaine de sonates en trio avec instruments à vent et quelques concertos pour flûte et cordes. Un autre frère, Manuel Pla († 1766), est violoniste et claveciniste à la cour de Madrid.

## Enregistrements
Les pièces retrouvées ont été interprétées entre autres par Claudi Arimany (en) et Jean-Pierre Rampal, qui les ont enregistrées :
- Catalan Flute Music of the 18th Century, 1995, par Claudi Arimany et Jean-Pierre Rampal.
- Pla : Flute Concertos, par l'English Chamber Orchestra et Claudi Arimany.
- Joan Baptista & Josep Pla : Trios per a oboès, 2007, par Emiliano Rodolfi, Andreas Helm, Rossi Piceno.
- Galant with an Attitude, par La Fontegara et Musicians of the Old Post Road.
- Cantates del segle XVIII, 2000, par Camerata Catalana XVIII.